# آ عصافية
آ عصافية (الاسم العلمي: Aa paleacea) هو نوع، في جنس آ، وضع التسمية العلمية هاينريش غوستاف رايشنباخ، وذلك في  1854.